# Spinigina hirsuta
Spinigina hirsuta är en insektsart som beskrevs av Dietrich och Dmitry A. Dmitriev 2006. Spinigina hirsuta ingår i släktet Spinigina och familjen dvärgstritar. Inga underarter finns listade i Catalogue of Life.